# Kemény Gábor (politikus, 1910–1946)
Báró Kemény Gábor (Budapest, 1910. december 14. – Budapest, 1946. március 19.) nyilas politikus, katonatiszt, publicista, főszolgabíró,  külügyminiszter.

## Élete
1910. december 14-én született. A magyar történelemnek számos jelentős személyiséget adó magyargyerőmonostori Kemény család bárói ágának fekete báránya.
Budapesten jogi doktorrá avatták és közigazgatási szakvizsgát tett. Vidéken szolgabíró (Mór községében), később Fehér megyei főszolgabíró, majd a Pesti Hírlap külső munkatársa, ezután szélsőjobboldali lapok cikkírója volt. 1936-ban a nyilas párt néhány tagja ellen kellett jogi eljárásokat folytatnia, így ismerkedett meg végül Szálasi Ferenccel. 1939-ben csatlakozott a nyilasmozgalomhoz, 1941 szeptemberétől Szálasi Ferenc megbízásából a Nyilaskeresztes Párt külügyi vezetője lett. 1940-ben egy nyomda megrongáltatása miatt több hónapra börtönbe került, majd egy évig tisztként harcolt a Magyar Hadseregben. 1943-ban egy bálon ismerkedett meg egy osztrák/olasz nemes asszonnyal (Fuchs Erzsébet), akit még az évben feleségül vett, egy fiuk született.
A német megszállás után (1944. március 19.) többször tárgyalt a náci megbízottakkal a nyilas hatalomátvételről. Tájékoztatta a németeket a koronatanács elhatározásáról, hogy fegyverszünetet kér a szövetségesektől (1944. szeptember 11.). A nyilas puccs után Szálasi kormányában külügyminiszter lett (1944. október 16.–1945. március 27.); a rémuralom elleni diplomáciai tiltakozásokat ő hárította el. Szálasi (és felesége) parancsára elfogadta a svéd és svájci menlevelek használatát. Decemberben Szálasival Hitlernél járt; ő rendelte el a külügyminisztérium Németországba telepítését. Utoljára még Horvátországban is részt vett egy diplomáciai találkozón, ahol megkapta a Zvonimir Király rendjének érdemrendjét.
A háború után az amerikaiak elfogták és háborús bűnösként kiadták. Háborús főbűnösként a Szálasi-perben kötél általi halálra ítélték. Habár kegyelemre javasolták, a dr. Bojta Béla vezette bíróság elutasította kegyelmi kérvényét, és 1946. március 19-én Csia Sándorral és Szöllősi Jenővel együtt felakasztották.